# Sapele (Nigeria)
Sapele è una città della Repubblica Federale della Nigeria appartenente allo Stato di Delta. È il capoluogo dell'omonima area a governo locale (local government area) che conta una popolazione di 171.888 abitanti.